# Viroinval
Viroinval är en kommun i Belgien.   Den ligger i provinsen Namur och regionen Vallonien, i den södra delen av landet, 100 km söder om huvudstaden Bryssel. Antalet invånare är 5 888.
I omgivningarna runt Viroinval växer i huvudsak blandskog. Runt Viroinval är det ganska tätbefolkat, med 65 invånare per kvadratkilometer.